# Simitrio
Simitrio es una película mexicana de 1960, del género dramático, dirigida por Emilio Gómez Muriel, también coautor del guion.

## Sinopsis
Don Cipriano es un maestro casi ciego y gruñón, pero muy dedicado y con buen corazón, que tiene que lidiar con un grupo de alumnos traviesos y difíciles. Un día uno de ellos, Simitrio, tiene que salir de urgencia del pueblo junto con sus padres sin que le dé tiempo de avisar a la escuela, por lo que sus padres le encargan a un compañero, Luis Ángel, que avise al maestro Cipriano. Por supuesto nadie lo hace y los alumnos se encargan de jugarle infinidad de bromas y travesuras en nombre de Simitrio, a un pobre maestro viejo y casi ciego.

## Reparto
- José Elías Moreno - Don Cipriano
- Javier Tejeda - Luis Ángel
- Carlos López Moctezuma - Don Fermín
- María Teresa Rivas - Victoria Cortés
- Emma Roldán - Catalina
- Julio Alemán - Fernando
- Irma Dorantes - Margarita
- Roberto G. Rivera - Capitán
- Ada Carrasco - Mamá de Simitrio
- Roberto Álvarez - Alumno
- Felipe Lara - Alumno
- Rodolfo Landa Jr. - Alumno
- Ramiro Barroso - Alumno
- Carlos Huerta - Alumno
- Armando Gutiérrez - Sr. Gobernador

## Premios y nominaciones
- Mejor película hispanoamericana en las Medallas del Círculo de Escritores Cinematográficos de 1961.[1]
- Perla del Cantábrico en el Festival Internacional de Cine de San Sebastián 1960.[2]